# Estadi Municipal de Montilivi
Das Estadi Municipal de Montilivi ist das städtische Fußballstadion der spanischen Stadt Girona. Girona liegt im Nordosten der autonomen Region Katalonien an der Ostspitze von Spanien. Der FC Girona empfängt hier seine Gegner.

## Geschichte
Zu Beginn der Saison 1967/68 entschied man sich zum Bau eines neuen Fußballstadions. Am 14. August 1970 fand die feierliche Eröffnung statt.
Zur Einweihung der Sportstätte war der FC Barcelona zu Gast und besiegte die Gastgeber mit 3:1. Zu dem Spiel versammelten sich 25.000 Zuschauer in dem Neubau. In den weiteren Tagen wurde zum ersten Mal der Trofeo Costa Brava ausgetragen, dieser Wettbewerb findet bis heute fast jährlich statt. In den Halbfinal-Spielen trafen Borussia Neunkirchen und FC Valencia aufeinander sowie Espanyol Barcelona auf den argentinischen Verein CA San Lorenzo de Almagro. San Lorenzo gewann das Finale gegen Neunkirchen mit 5:0.
Bis auf einen Teil der Haupttribüne ist das Stadion unüberdacht. Bis zur Saison 2009/10 fasste die Anlage rund 10.000 Zuschauer, größtenteils Stehplätze. Der Liga-Verband Liga Nacional de Fútbol Profesional (LFP) forderte einige Verbesserungen am Stadion. So sollten die Steh- in Sitzplätze umgewandelt werden, ein Raum für Doping-Kontrolle vorhanden sein, die Pressetribüne modernisiert sowie die Sicherheit am Eingang und im Stadion verbessert werden.
Zur Saison 2023/24 ist das Stadion mit roten Kunststoffsitzen ausgestattet und fasst durch die Installation der oberen Tribüne von Gol Sur 14.624 Zuschauer. Neben dem Stadion liegt ein kleines Spielfeld mit den Maßen 90 × 45 Meter. Hinzu kommen noch einige Tennis- und Basketballplätze.
Durch die erfolgreiche Saison 2023/24 und den daraus resultierenden Spielen in der UEFA Champions League 2024/25 muss das Estadi Municipal de Montilivi renoviert werden. Im Sommer 2024 sollen zwei neue Ränge errichtet werden. Insgesamt sind für die Arbeiten 20 Mio. Euro angesetzt. Die erste Phase soll direkt nach dem letzten Heimspiel um den 26. Mai gegen den FC Granada beginnen und bis September des Jahres andauern. Mit weiteren Arbeiten soll das Stadion vier überdachte Tribünen erhalten. Nachdem der FC Girona Zusagen zur Modernisierung des Stadions machte, erhielt der Club von der UEFA die Genehmigung zur Austragung von Partien der Champions League im Estadi Municipal. Da provisorische Tribünen von der UEFA nicht genehmigt sind, wird es zu den internationalen Begegnungen maximal 9500 Plätze bieten.